# Lac Arpi
Le lac Arpi (en arménien Արփի լիճ, « lever de soleil ») est un lac situé à 2 023 m d'altitude dans le marz de Shirak en Arménie, à proximité des frontières avec la Turquie et la Géorgie. Source de l'Akhourian, il est alimenté par la fonte des neiges et par quelques ruisseaux.
Inscrit depuis 1993 sur la Liste des zones humides d'importance internationale de la convention de Ramsar, le lac abrite plusieurs espèces menacées, tant de la flore que de la faune. Il est en même temps fortement sollicité pour l'irrigation et pour la production hydroélectrique depuis les années 1950.
Depuis le 16 avril 2009, le lac et sa région font partie du parc national du lac Arpi.

## Géographie

### Géologie et géomorphologie
Situé au nord-est du haut-plateau arménien, près des frontières turque et géorgienne, le site est jeune au point de vue géologique et connaît une nette activité sismique. Le sol du lac est composé de tuf volcanique, de calcaire et d'argile.
Le lac est situé dans le Petit Caucase, dans un creux (dépression d'Ashotsk) entre des montagnes s'élevant jusqu'à 3 042 m.

### Climat
Le climat montagnard y est rude : la température moyenne de 1 °C y est de −13 °C en janvier (avec un record de −46 °C) et de 13 °C en juillet ; le site bénéficie de 2 400 heures de soleil par an et les précipitations annuelles sont en moyenne de 550 ml.

### Hydrologie
Second des lacs arméniens par la taille après le lac Sevan, le lac Arpi est alimenté par la fonte des neiges, par quelques sources et par quelques ruisseaux, dont le principal est le Karmrajur (« eau rouge »). Son unique émissaire est l'Akhourian, qui y trouve sa source, puis rejoint la frontière turque avant de se jeter dans l'Araxe. Le lac est couvert de glace de fin novembre à fin avril.
Son eau, transparente sur 0,5 m, est d'une haute qualité, elle est potable.

## Biodiversité

### Flore
Plusieurs espèces rares sont présentes aux abords du lac, comme Iris sibirica (iris de Sibérie), Gladiolus imbricatus, Traunsteinera sphaerica ou Scilla rosenii. L'espèce dominante à la suite de la construction du barrage et de son impact sur les variations de niveau du lac est Polygonum amphibium (renouée amphibie).

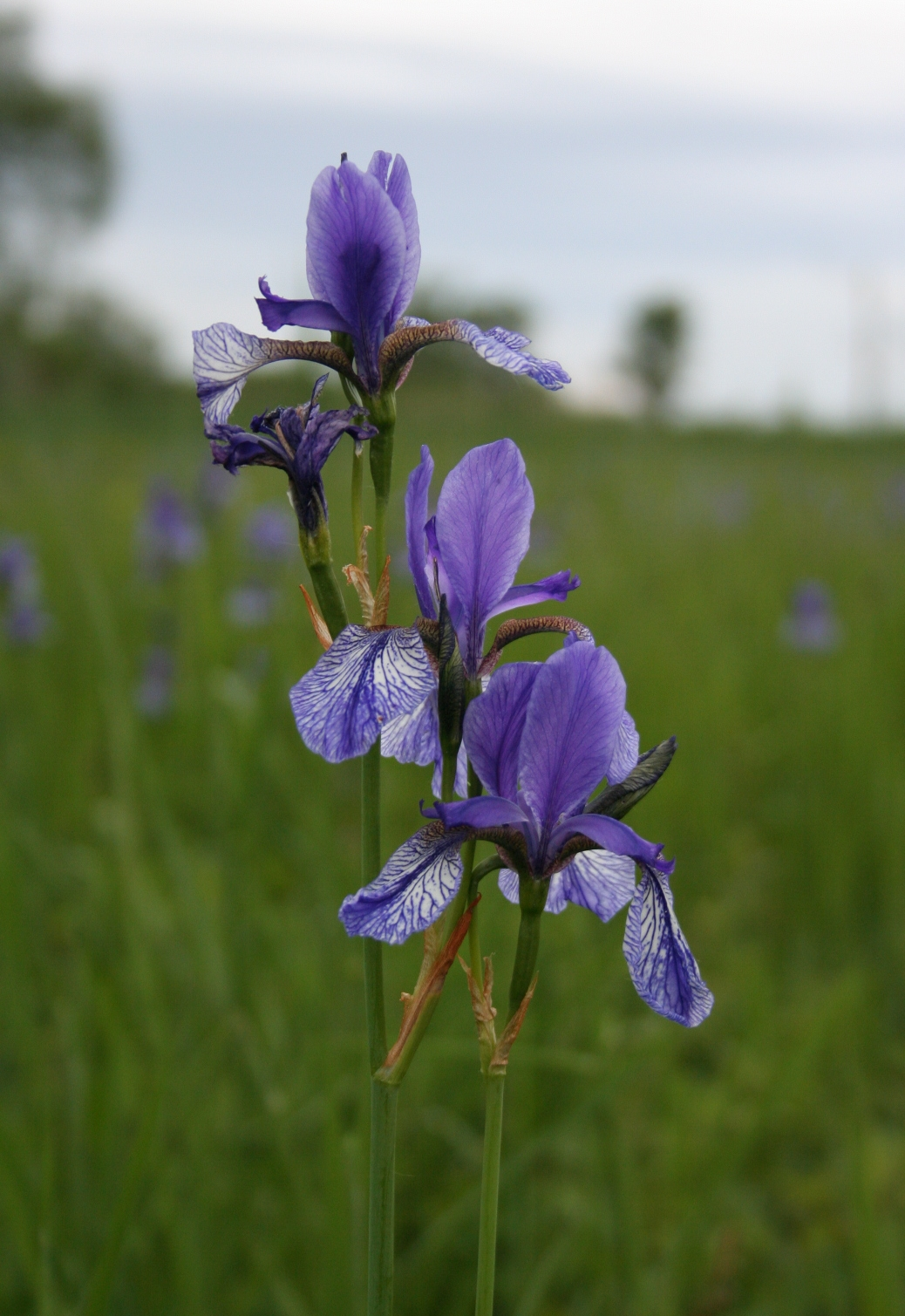
Iris sibirica.
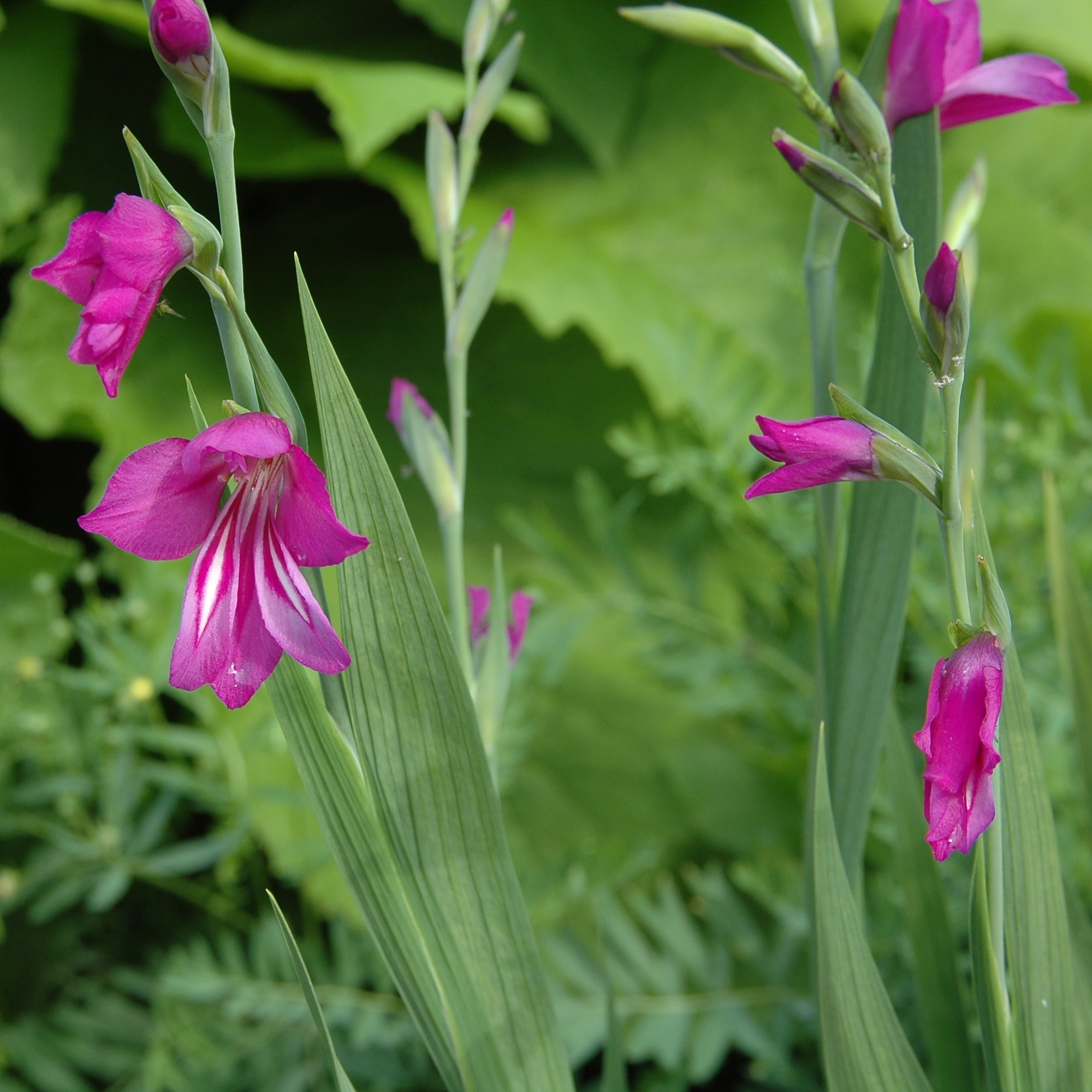
Gladiolus imbricatus.
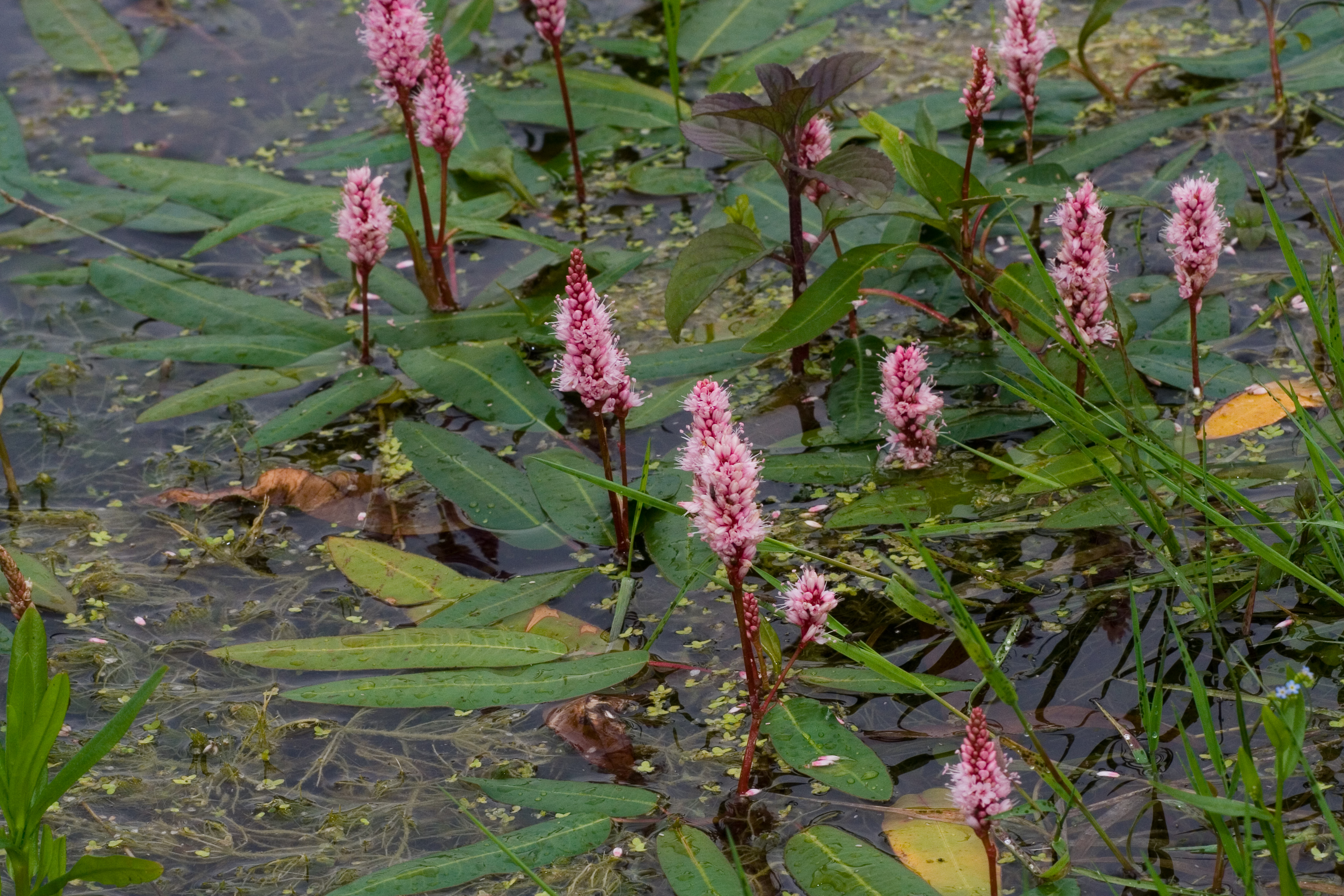
Polygonium amphibium.

### Faune
Le lac est un lieu de reproduction notamment pour le pélican frisé (Pelecanus crispus) et le goéland d'Arménie (Larus armenicus). Les autres espèces aviaires présentes (une quarantaine en tout) sont le grèbe castagneux (Tachybaptus ruficollis), la cigogne blanche (Ciconia ciconia), la cigogne noire (Ciconia nigra), la grue cendrée (Grus grus), la sarcelle d'hiver (Anas crecca), le canard colvert (Anas platyrhynchos), le fuligule milouin (Aythya ferina), le fuligule morillon (Aythya fuligula), le tadorne casarca (Tadorna ferruginea), le tadorne de Belon (Tadorna tadorna), le pluvier à collier interrompu (Charadrius alexandrinus), la bécassine des marais (Gallinago gallinago), la bécassine double (Gallinago media) et la sterne naine (Sterna albifrons). Parmi les rapaces sont représentés le busard des roseaux (Circus aeruginosus), le busard Saint-Martin (Circus cyaneus), le busard pâle (Circus macrourus) et le busard cendré (Circus pygargus).

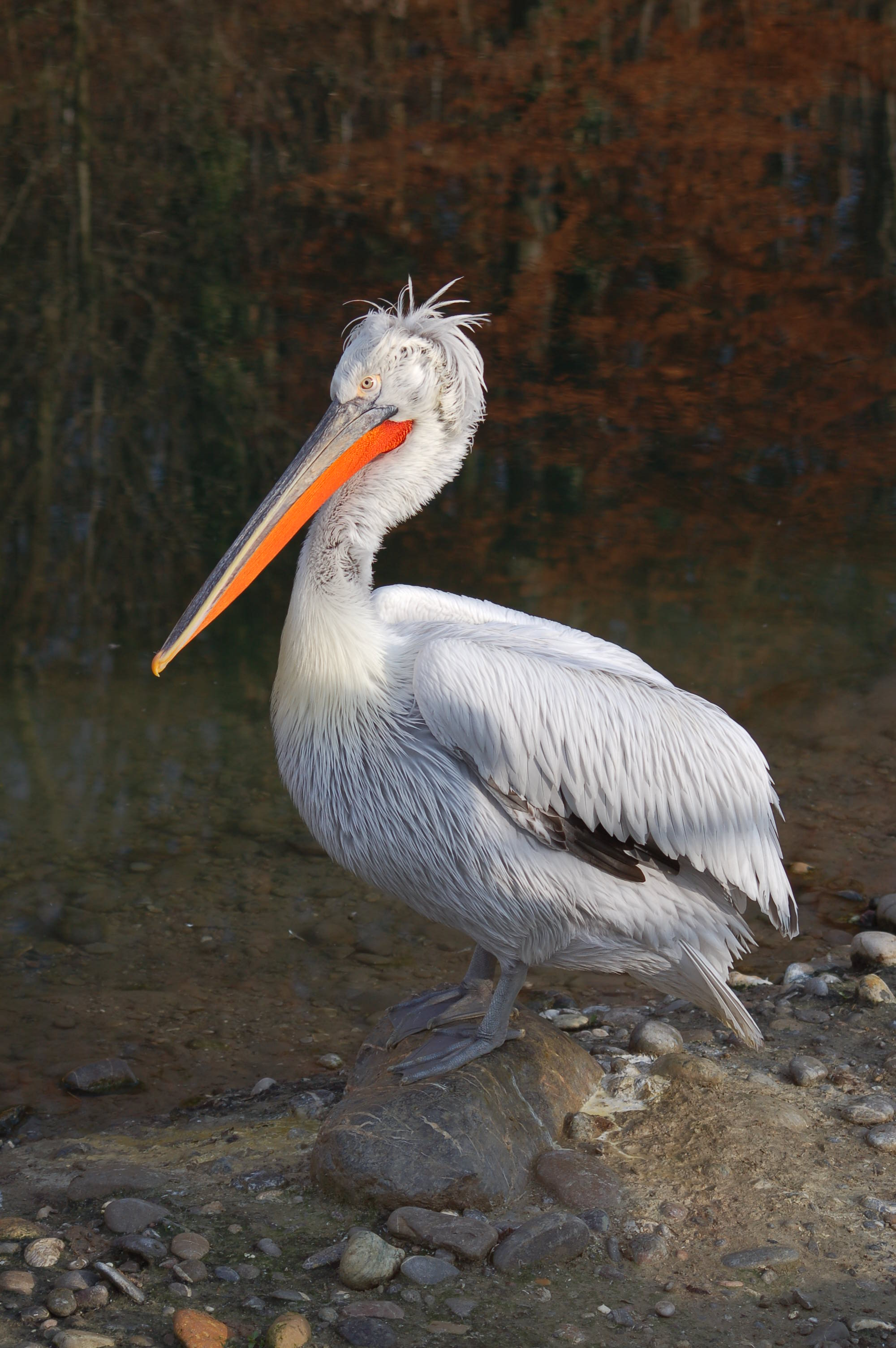
Pélican frisé.
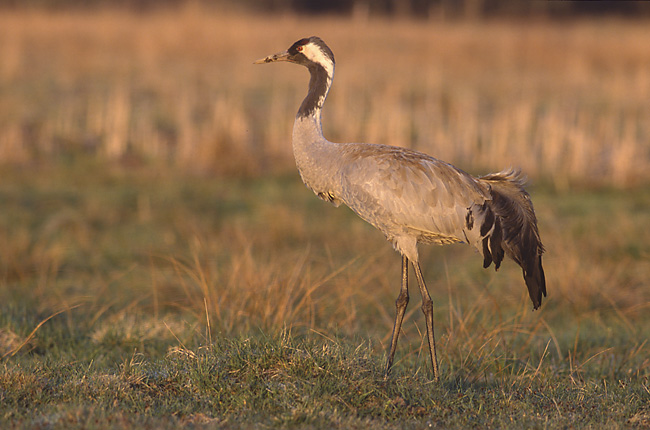
Grue cendrée.
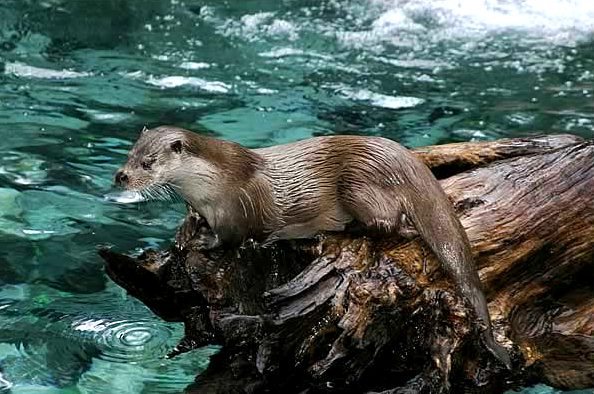
Loutre d'Europe.
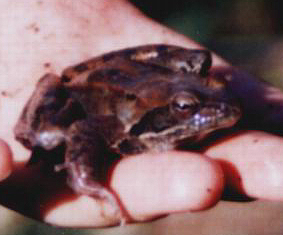
Rana macrocnemis.

Il compte en outre 15 espèces de mammifères (campagnol terrestre, Arvicola amphibius ; loutre d'Europe, Lutra lutra ; rat musqué, Ondatra zibethicus ;…), 8 de poissons (carpe commune, Cyprinus carpio ; chevesne, Leuciscus cephalus ; aspe, Aspius aspius ; truite, Salmo fario ;…), 3 d'amphibiens (crapaud vert, Bufo viridis ; grenouille rieuse, Rana ridibunda ; Rana macrocnemis) et 1 de reptile (couleuvre à collier, Natrix natrix).

## Activité humaine
Les premiers établissements humains à proximité du lac remontent au VIIIe siècle av. J.-C.. Utilisé pour la pêche et l'irrigation, le lac a vu sa superficie et son volume augmenter avec la construction d'un barrage de 1946 à 1950 ; auparavant, sa superficie était de 450 ha, son volume de 5 millions de m3, et sa profondeur moyenne de 1,6 m. Il est depuis fortement sollicité (60-80 millions de m3) pour l'irrigation et la production d'hydroélectricité, ce qui entraîne des fluctuations non naturelles de son niveau ayant des conséquences sur la flore de ses rives.
Les localités de Shaghik, Garnarich, Zorakert et Paghkn sont situées sur les rives du lac.

## Protection
Le site du lac est un des deux sites Ramsar en Arménie : il est inscrit depuis le 6 juillet 1993 sur la Liste des zones humides d'importance internationale de la convention de Ramsar (3AM002, superficie 3 230 ha).
Il existe en outre depuis plusieurs années un projet visant à créer autour du lac un parc national de 16 000 ha, qui trouverait son pendant de 20 000 ha de l'autre côté de la frontière géorgienne, dans la région de Djavakheti. Le projet est porté par le World Wide Fund for Nature (WWF Allemagne, WWF Arménie et Bureau du programme WWF Caucase) et dispose d'une unité de mise en œuvre à Gyumri, capitale du Shirak. Côté arménien, le projet a abouti le 16 avril 2009 à la création du « parc national du lac Arpi ».